# The All-American Rejects
The All-American Rejects је рок бенд из Стилвотера у Оклахоми. 

## Биографија
Ник Вилер и Џеси Табиш су били у бенду „Drowning Fish“. Када су се Тајсон Ритер и Вилер упознали на журци, Вилер је обавестио Ритера да је његовом бенду потребан басиста. Ритер му је одговорио да жели да се придружи бенду иако никада није покушао да свира  гитару. 1998. године Ритер се придружио Вилеру и Табишу и „The All-American Rejects“ је рођен. Име су дали инспирисани песмом „Green Day“-а „Reject“. Након што је бенд напустио Табиш 2000. објавили су први независни албум на пролеће.
На лето 2001. године објавили су демо албум  „Same Girl, New Songs“ и почели турнеју по америчком Мидвесту.  Када се турнеја завршила склопили су уговор са издавачком кућом „Doghouse Records“.
Мајк Кенерти и Крис Гејлор придружили су се бенду 2002. године. Исте године су издали сингл „Swing, Swing“.
Јула 2005. године објавили су албум „Move Along“ који је дошао са синглом „Dirty Little Secret“. Касније те године бенд је био принуђен да откаже целу европску турнеју, након што је клавијатуриста Тим Џордан извршио самоубиство.

## Дискографија
Албуми:
- The All-American Rejects (2002)
- Move Along (2005)
- When the World Comes Down (2008)
- Kids in the Street (2012)

Демо Албуми:
- Same Girl, New Songs

Синглови:
- Swing, Swing
- The Last Song
- Time Stands Still
- Dirty Little Secret
- Move Along
- It Ends Tonight
- Gives You Hell
- The Wind Blows
- I Wanna
- Beekeeper's Daughter
- Kids in the Street
- Heartbeat Slowing Down
- There's a Place
- Sweat
- Send Her to Heaven

ДВД:
- Live from Oklahoma...The Too Bad For Hell ДВД (2003)
- Tournado ДВД (2007)

Песме којих нема на албумима:
- "Bite Back" - објављен на синглу "Dirty Little Secret" (2006)

## Састав

### Тренутни састав
- Тајсон Ритер – главни вокал, басиста
- Ник Вилер –  гитариста, клавијатуриста, вокал
- Мајк Кенерти –  гитариста, вокал
- Крис Гејлор –  бубњар

### Некадашњи чланови
- Тим Кампбел -  бубњар